# Неутрино
Неутриното е елементарна частица, която взаимодейства единствено чрез слабото ядрено взаимодействие и гравитацията. Бележи се с гръцката буква ν (ни). Има една втора спин ({\displaystyle {\begin{matrix}{\frac {1}{2}}\hbar \end{matrix}}}) и следователно е фермион. Неговата маса е изключително малка в сравнение с другите частици и се приема, че е равна на нула, но все пак се извършват прецизни експерименти за измерване на неутринната маса. След като е електронеутрален лептон, неутриното не участва нито в силно, нито в електромагнитно взаимодействие, а само в слабо и гравитационно.
Масата на неутриното е изключително малка. Горната експериментална оценка на сумата от масите на всички типове неутрино съставлява всичко на всичко 0,28 eV. Разликата в квадратите на масите на неутриното от различни поколения, получена посредством осцилационни експерименти, не превишава 2,7×10−3 eV².
Масата на неутриното е важна за обяснение на феномена тъмна материя в космологията, тъй като е възможно концентрацията на неутрино във Вселената да е достатъчно висока, за да повлияе на средната плътност.
Заради едва забележимото участие в слабото ядрено взаимодействие, неутриното преминава през материята почти незабелязано. За частиците неутрино, произведени от слънцето (енергия от порядъка на няколко MeV), ще е необходима стена, дебела около една светлинна година (~1016 м) и направена от олово, за да задържи половината от тях. Ето защо засичането на неутрино е предизвикателство, изискващо огромни по обем детектори или силно концентрирани лъчи от неутрино частици.
За всяко неутрино съществува съответна античастица, наричана антинеутрино, която също има полуцял спин и нулев електричен заряд. Различават се от неутрино по това, че имат противоположни знаци на лептоново число и хиралност.
Неутрино се образува при различни видове радиоактивен разпад, включително бета-разпад на атомни ядра или адрони, ядрени реакции като например тези, които се случват в ядрото на звездите, при експлозия на свръхнова или изкуствено в ядрени реактори, ядрени бомби или ускорители на частици и т.н. По-голямата част от неутрино в близост до Земята са от ядрени реакции в Слънцето. В близост до Земята около 65 милиарда (6.5×1010) слънчево неутрино в секунда преминават през всеки квадратен сантиметър, перпендикулярен на посоката на Слънцето.